# Штауфен-ім-Брайсгау
Штауфен (нім. Staufen) — місто в Німеччині, знаходиться в землі Баден-Вюртемберг. Підпорядковується адміністративному округу Фрайбург. Входить до складу району Брайсгау-Верхній Шварцвальд.
Площа — 23,26 км2. Населення становить 8182 ос. (станом на 31 грудня 2020).